# Úmluva o pracovnících s rodinnými povinnostmi (1981)
Úmluva o pracovnících s rodinnými povinnostmi z roku 1981 je úmluvou Mezinárodní organizace práce.

Přijata byla v roce 1981 a v preambuli bylo uvedeno:
Bylo rozhodnuto o přijetí určitých návrhů týkajících se rovných příležitostí a rovného zacházení pro pracující muže a ženy: pracovníky s rodinnými povinnostmi,...
Článek 1 obsahuje definici „pracovníků s rodinnými povinnostmi“ a článek 3 cituje Úmluvu o diskriminaci (zaměstnání a povolání) (Úmluva MOP C 111), která definuje diskriminaci. Tato úmluva je citována Úmluvou o ochraně mateřství z roku 2000 (Úmluva MOP C 183).

## Ratifikace
K říjnu 2023 úmluvu ratifikovalo 45 států.